# 杵屋弥佶 (3代目)
三代目 杵屋 弥佶（さんだいめ きねや やきち、1959年9月19日 - ）は、長唄三味線方。本名は「赤星 喜康（あかほし・よしやす）」。長唄杵弥会三代目家元。別名東音赤星 喜康（とうおんあかほし よしやす）。三味線演奏家。作曲家。

## 来歴・人物
福岡県福岡市生まれ。東京都育ち。幼少より祖父である初代杵屋弥佶（本名赤星竹吉）より長唄の手ほどきを受ける。1985年に杵屋弥佶を襲名し、三代目家元を継承する。
長唄東音会同人（現在理事）であり、東音赤星喜康の名前も使用。舞踊会、歌舞伎、邦楽演奏会に出演する他、邦楽演奏家や中国楽器演奏家らによるユニットでCD発売。国内外にて演奏を行う。

## 一門
長唄杵弥会
杵屋佶久弥

## 著書
藝報連載コラム「ばちさばき」2003年 -　発刊元オフィス・キュー

## 補注
1. ↑  西日本新聞 2001年5月1日
2. ↑  “大好評コラム”. 2012年10月6日閲覧。